# Battonya (gasfält)
Battonya är ett gasfält i Ungern. Det ligger i provinsen Békés, i den sydöstra delen av landet, 200 km sydost om huvudstaden Budapest.